# Chêne-Bougeries
Chêne-Bougeries (toponimo francese; fino al 1801 Chêne-les-Bougeries) è un comune svizzero di 11 862 abitanti del Canton Ginevra; ha lo status di città.

## Storia
Il comune di Chêne-Bougeries è stato istituito nel 1801.

## Monumenti e luoghi d'interesse

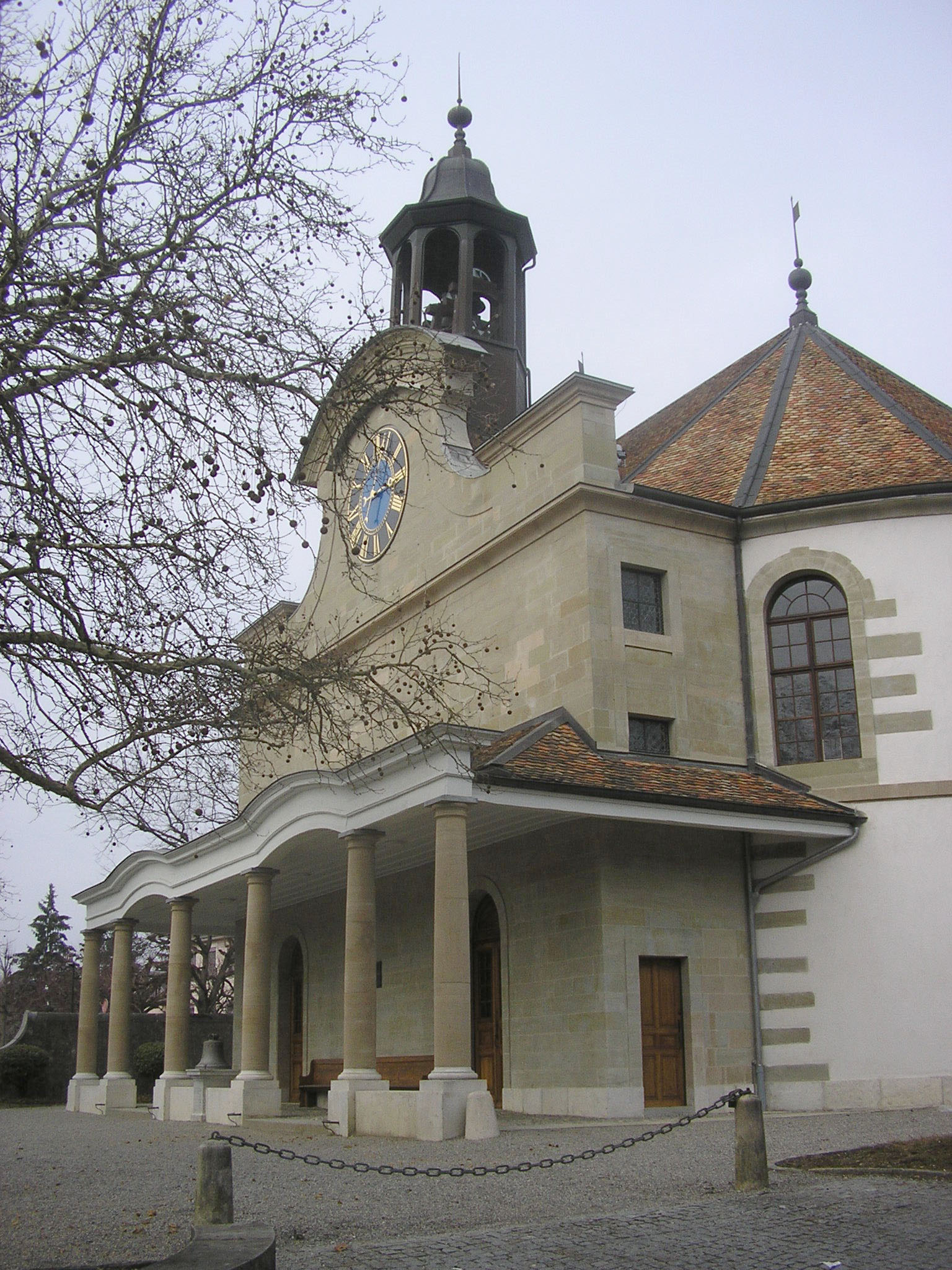
La chiesa riformata

- Chiesa riformata.

## Società

### Evoluzione demografica
L'evoluzione demografica è riportata nella seguente tabella:
Abitanti censiti

## Geografia antropica

### Frazioni e quartieri
Le frazioni e i quartieri di Chêne-Bougeries sono:
- Conches
- Grange-Canal
- La Gradelle
- La Montagne
- La Pommière
- Le Vallon
- Malagnou

## Infrastrutture e trasporti
Chêne-Bougeries è servita dalla rete tranviaria di Ginevra (linea 12).

## Amministrazione
Ogni famiglia originaria del luogo fa parte del comune patriziale che ha la responsabilità della manutenzione di ogni bene comune.